# Goslar (Schiff)
Die Goslar war ein deutsches Turbinen-Dampfschiff, das für den Norddeutschen Lloyd (NDL) aus Bremen als Frachtschiff fuhr und in der Nacht vom 9. auf den 10. Mai 1940 vor Paramaribo in Suriname durch die eigene Besatzung zum Sinken gebracht wurde. Sie gehörte zur Frankfurt-Klasse des NDL und war das Schwesterschiff der Erlangen, die am 25. Juli 1941 südöstlich der Mündung des Río de la Plata ebenfalls durch die eigene Besatzung versenkt wurde.

## Geschichte des Schiffes

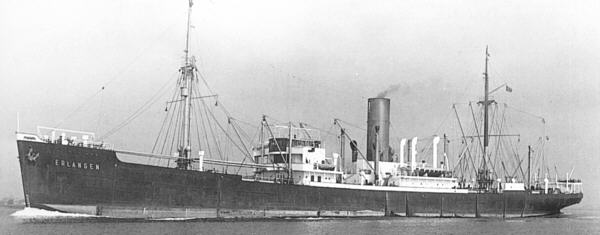
Das Schwesterschiff Erlangen

Das Frachtschiff Goslar wurde im Auftrag des Norddeutschen Lloyd (NDL) bei Blohm & Voss in Hamburg mit der Baunummer 485 gebaut. Stapellauf war am 3. Oktober 1929, die Ablieferung an den NDL erfolgte am 30. November desselben Jahres, vier Wochen nach dem Schwesterschiff Erlangen. Sie war das vierte und letzte Schiff der für den Australien- und Neuseelanddienst bestimmten Frankfurt-Klasse Im Unterschied zu den vom Bremer Vulkan gebauten Frankfurt und Chemnitz, die mit Dreifach-Expansionsmaschinen ausgerüstet wurden, waren die Bauten von Blohm & Voss Turbinenschiffe.
Die Schiffe waren nicht nur auf ihrer Stammstrecke im Einsatz. So war die Goslar im Jahr 1935 mit Passagieren auf der Linie zur südamerikanischen Westküste und nach Philadelphia im Einsatz.

## Zweiter Weltkrieg
Als Reaktion auf den Überfall der Wehrmacht auf Polen erklärten Frankreich und das Vereinigte Königreich am 3. September 1939 Deutschland den Krieg. Ende August 1939 hatte die Goslar Philadelphia und die Ostküste der Vereinigten Staaten verlassen, als Kapitän Berghoff die Anweisung erhielt, so schnell wie möglich einen neutralen oder befreundeten Hafen anzusteuern. Berghoff beschloss, in Paramaribo Zuflucht zu nehmen. Dort vor und in der niederländischen Kolonie schien die Gefahr gering, auf ein feindliches Kriegsschiff zu treffen. Die Besatzung rüstete das Schiff ein wenig um, der Schornstein erhielt einen anderen Farbanstrich und der Schiffsname an Bug und Heck wurde geändert, damit nicht sofort erkennbar war, dass es sich um ein Schiff der deutschen Handelsmarine handelte. Daneben wurden erste Vorkehrungen getroffen, um das Schiff in kurzer Zeit zum Sinken bringen zu können.

## Suriname

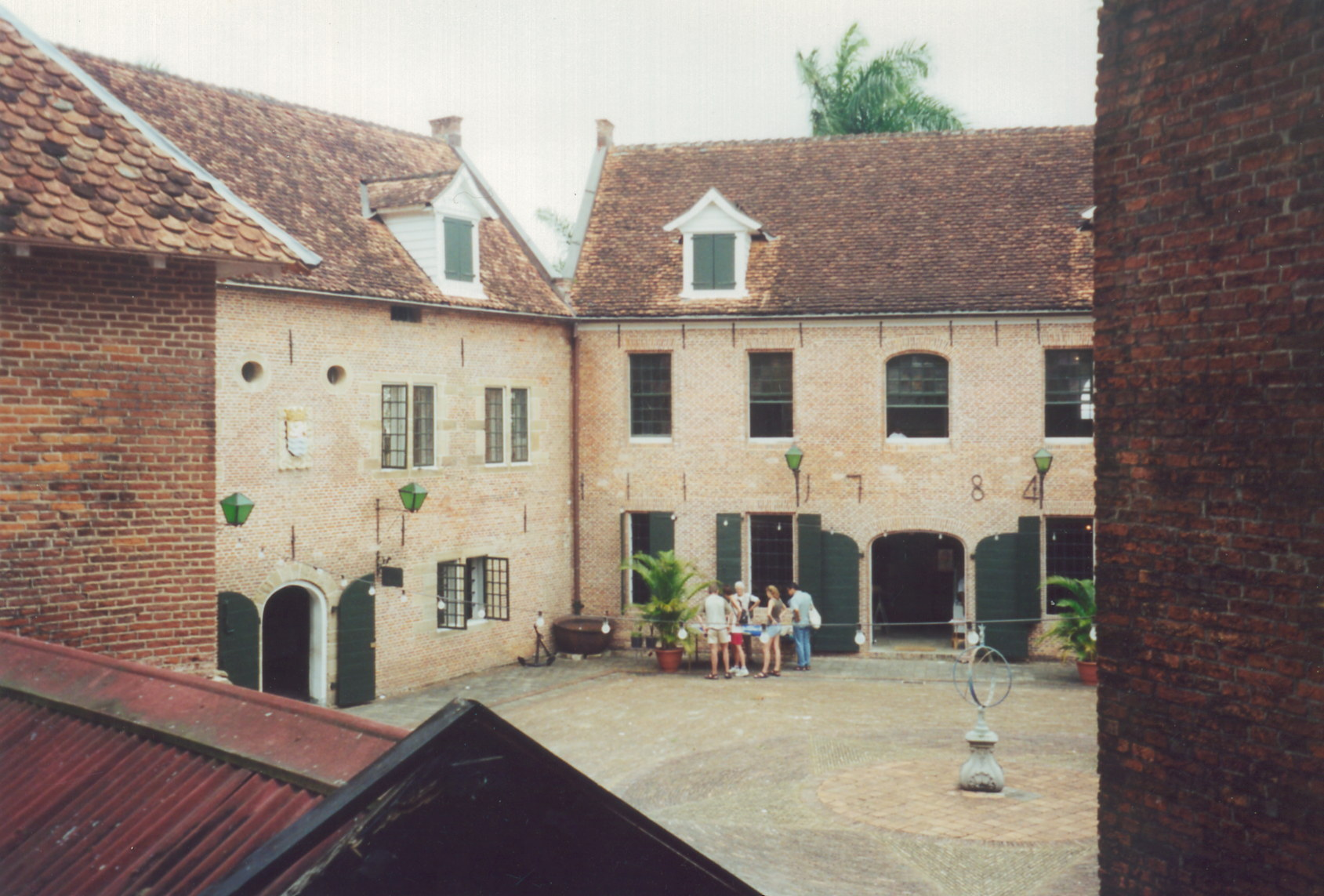
Innenhof Fort Zeelandia

In der Nacht vom 5. September 1939 ging die Goslar, unter amerikanischer Flagge fahrend, im Hafen von Paramaribo vor Anker und die Besatzung bat bei den Behörden um Asyl. Hierdurch kam das koloniale Suriname unerwartet in Berührung mit dem gerade erst begonnenen Krieg in Europa. Die Mannschaft bestand bei Ankunft in Paramaribo aus 64 Besatzungsmitgliedern (49 Chinesen und 15 Deutsche). Bereits nach wenigen Tagen begannen die chinesischen Arbeiter an Bord zu meutern. Auf Ersuchen des Kapitäns kam die örtliche Polizei zu Hilfe und die Meuterer wurden im Fort Zeelandia gefangen gesetzt. Letztlich führten Verhandlungen zwischen dem Kapitän der Goslar und den Leitstellen der Reederei in Europa und den USA zu dem Ergebnis, dass die chinesischen Besatzungsmitglieder Suriname verlassen konnten. Am 25. September 1939 verließ ein italienisches Schiff mit allen Chinesen an Bord die Kolonie.
Der deutsche Teil der Mannschaft blieb in Paramaribo und wartete auf weitere Anweisungen von Lloyd. Eine Rückkehr nach Europa wurde als zu gefährlich für Schiff und Besatzung eingestuft. Die Zeit verging und da die verbliebenen Besatzungsmitglieder sich frei bewegen durften, ging man täglich an Land und war bald in vielen deutschen, surinamischen und niederländischen Familien gern als Gast gesehen.

### Internierung
Am 10. Mai 1940 überfiel die deutsche Wehrmacht die Niederlande. Kurze Zeit nach dem deutschen Einmarsch war Gouverneur Johannes Coenraad Kielstra in Paramaribo hierüber informiert. Bereits am 10. Mai kurz nach 1:00 Uhr Ortszeit erging der Befehl an die Polizei, alle in Suriname lebenden Reichsdeutschen ab einem Alter von 15 Jahren zu internieren. Noch während der Nacht bis in den frühen Morgen erfolgte die Internierung der deutschen Männer.
Die Besatzung der Goslar hatte schon seit längerem Vorbereitungen für diesen Fall getroffen. Sie hatte den Kohlenvorrat auf die Backbordseite des Schiffes gebracht und, bis auf zwei, alle Schrauben von den Seeluken gelöst. Über einen Kurzwellensender an Bord hatte man in der Nacht vom 9. zum 10. Mai 1940 die Nachricht vom bevorstehenden Einmarsch der Wehrmacht in die Niederlande gehört. Als sich die Barkasse mit dem Polizeikommissar van Beek und einigen Offizieren an Bord dem Schiff näherte, um die Mannschaft festzunehmen, erfolgten die letzten Handgriffe für das Versenken der Goslar. Man öffnete die Ventile an einer Luke, so dass das Schiff bereits zu sinken begann, als die Polizisten an Bord kamen. Der Kommissar überbrachte die offizielle Botschaft und nahm die 15 deutschen Seeleute fest. Die Frage der Beamten nach dem starken Wasserrauschen wurde mit einer undichten Toilette erklärt. Man war noch nicht wieder am Ufer angekommen, als das Schiff schon auf der Seite lag, und alle darauf folgenden Bemühungen, mit Pumpen das Schiff vor dem Sinken zu bewahren, schlugen fehl. Wegen der geringen Wassertiefe ist die Goslar nie ganz gesunken. Bis heute (Dezember 2021) ist ihr Rumpf zu sehen.
Bereits um 3:00 Uhr nachts waren alle zu diesem Zeitpunkt in der unmittelbaren Umgebung von Paramaribo lebenden deutschen Männer interniert und in das am Fluss Suriname gelegene Gefängnis Fort Zeelandia eingeliefert, darunter auch der deutsche Konsul Wilhelm Assmann. Die übrigen auf den Plantagen sowie sieben auf den Außenstationen tätigen deutschen Missionare der Herrnhuter Brüdergemeine (EBG) folgten am nächsten Tag. Insgesamt wurden knapp 80 Männer inhaftiert. Da das Fort und die Zellen für diese große Anzahl von Gefangenen zu klein war, wurden die Internierten am 12. Mai in ein freigeräumtes Altersheim verlegt. Nach dieser Zwischenstation von rund einer Woche wurden die Gefangenen zum endgültigen Internierungslager transportiert. Das Lager, ein umgebautes ehemaliges katholisches Internat, lag etwa 20 km südlich von Paramaribo am Copieweg, in der Nähe von Lelydorp. Es war von der Hauptstadt aus sowohl über eine Straße, als auch über eine damals noch bestehende Eisenbahnlinie erreichbar.
Ab dem 28. Mai 1940 wurden auch die deutschen Frauen und Kinder zunächst auf der Plantage Mariënburg und dann in Groningen interniert. Da nicht absehbar war, wie lange der Kriegszustand zwischen dem Deutschen Reich und den Niederlanden dauern würde, entschloss sich die Kolonialverwaltung zum Bau eines Familienlagers hinter dem bereits bestehenden Camp am Copieweg. Im Mai 1941 waren die zwölf errichteten Baracken bezugsfertig. In dem Lager waren insgesamt 87 Personen, 23 Männer, 27 Frauen und 37 Kinder untergebracht. Die meisten hiervon, 35 Erwachsene und 28 Kinder waren Angehörige der seit 1735 in Suriname tätigen EBG.

### Flucht
Im August 1941 und im März 1942 unternahmen jeweils einige der Internierten letztlich gescheiterte Fluchtversuche, um nach Französisch-Guayana zu gelangen, da das Gouvernement in Cayenne mit dem Vichy-Regime kooperierte. Der erste Versuch von drei Personen scheiterte erst am Grenzfluss Marowijne. Bei der zweiten Fluchtvorbereitung hatten die Internierten einen Tunnel gegraben, der vom Hauptgebäude aus unter der doppelten Prickeldrahtumzäunung hindurch bis zum Kirchplatz führte. Im März 1942 gelang fünf Gefangenen, davon vier ehemaligen Besatzungsmitgliedern der Goslar, über diesen Tunnelgang die Flucht. Bereits 6 km vom Lager entfernt weckten sie dann im Regenwald durch das Schlagen mit einem Buschmesser die Aufmerksamkeit eines Einheimischen. Als er sich genähert hatte, sah er die fünf, von denen einer mit einem Kompass die Richtung angab. Sein Argwohn, dass es sich um deutsche Flüchtlinge aus dem Internierungslager handeln musste, wurde vor allem dadurch gestärkt, dass einige von ihnen Seemannsmützen trugen. Er verständigte seinen Bruder, der zum Camp lief, die Wachhabenden verständigte und mit einer Patrouille zurückkehrte, der es gelang, auch diesen Versuch zu vereiteln.

## Rückkehr
Bei Kriegsende waren insgesamt noch 138 Deutsche (Männer, Frauen und Kinder) interniert. Die letzte Gruppe dieser Internierten verließ erst im Februar 1947, nach rund sieben Jahren das Lager und kehrte mit dem Schiff Bloemfontein am 19. Februar 1947 nach Europa zurück.

## Heutige Bedeutung derGoslar
Das Wrack der Goslar ist auf den Stadtplänen eingezeichnet und es gehört zum erweiterten Stadtbild von Paramaribo. Seit Jahrzehnten wird in Suriname kontrovers diskutiert, ob es als Zeitzeuge und touristische Attraktion erhalten bleiben oder beseitigt werden soll.